# 哈里斯·西拉伊季奇
哈里斯·西拉伊季奇（發音：[xaris silajdʒitɕ]；1945年10月1日—），波黑联邦波什尼亚克族政治家、穆斯林学者。在2006年的选举中，当选波黑主席团波斯尼亚族成员。

## 生平
西拉伊季奇原是一名阿拉伯语教授，在波黑战争期间是萨拉热窝政府的关键人物。在1990-1993年的担任波黑政府外交部长期间，他注重使世界关注波黑战争。在1993-1995年1月担任波黑政府总理期间，他签署了所有的和平协议，包括代顿协议——这项协议最终形成了1997年1月设在萨拉热窝的新的以他和另一位塞族总理博罗·博西奇组成的波斯尼亚和黑塞哥维那政府。
1996年1月，他退出了执政的穆斯林民主行动党，并组建了自己的波黑党，与波黑主席团主席阿利雅·伊泽特贝戈维奇争夺三人主席团属于穆斯林的主席职位，但没有成功。1997年1月，伊泽特贝戈维奇提名他为部长会议主席（政府总理），并且说，西拉伊季奇既是一名为波黑领土完整而战的战士，又疏远民主行动党中那些作为核心力量的民族主义者，这就是他胜任这一职务的证明。
2006年10月18日，波斯尼亚族的哈里斯·西拉伊季奇、塞尔维亚族的内博伊沙·拉德马诺维奇和克罗地亚族的热利科·科姆希奇当选为波黑主席团3名成员。
2008年3月7日开始担任8个月的主席团轮值主席。